# Linda Törnqvist
Linda Törnqvist (* 28. September 1996 in Porvoo) ist eine finnische Unihockeyspielerin.

## Karriere

### Verein
Törnqvist begann ihre Karriere beim Porvoon Salibandyseura aus der finnischen Ortschaft Porvoo. Für den PSS absolvierte sie insgesamt 106 Partien. Dabei erzielte sie 19 Treffer und legte 25 weitere auf.
Nachdem Unihockey Berner Oberland den Aufstieg in die Nationalliga A bewerkstelligt hatte, gab der Verein den Transfer der finnischen Verteidigerin bekannt. Sie stiess zusammen mit Fanny Holmberg, ebenfalls vom PSS, zu Unihockey Berner Oberland.
Nach einer Saison in der Schweiz kehrt Törnqvist zu ihrem ehemaligen Verein PSS zurück.

### Nationalmannschaft
2019 wurde Törnqvist erstmals für die finnische Nationalmannschaft aufgeboten. Sie nahm mit Finnland an der Euro Floorball Tour sowie an zwei Testspielen teil.